# (152212) 2005 RG
(152212) 2005 RG (2005 RG, 2004 FD116) — астероїд головного поясу, відкритий 1 вересня 2005 року.
Тіссеранів параметр щодо Юпітера — 3,542.